# 伽瑪射線樂團
伽瑪射線（英語：Gamma Ray）是德國力量金屬樂團，萬聖節的元老吉他手凱伊·漢森在1989年退出後，成立了伽瑪射線。他是樂團當前的主唱、吉他手以及首席歌曲創作者。伽瑪射線是德國最著名的重金屬樂團之一。歌詞題材以科幻、政治、宗教、陰謀論為主。截至2016年，樂團共發行了11張錄音室專輯、9張迷你專輯、4張現場專輯、4張影像作品、4張精選輯、12張單曲和13支音樂錄影帶。

## 歷史

### 背景（1988年）
1988年8月29日，德國力量金屬樂團萬聖節發行第三張專輯《七把鑰匙的主人第二樂章》後舉辦自由翱翔的南瓜巡迴演唱會，歐洲行程結束之後，該樂團的元老吉他手凱伊·漢森突然退出。他表示已經把萬聖節帶領到最高的層次了，不過外界猜測樂團的內部衝突、不滿情緒和唱片公司的財務問題可能也導致這位創團元老離開。凱伊·漢森隨後與另一支德國力量金屬樂團盲人守護者合作一些錄音作品。

### 組建（1989 - 1995年）
1989年，凱伊·漢森決定與朋友朗夫·席柏斯成立自己的樂團，取名為伽瑪射線。1990年1月，兩人打算先錄製一張專輯，找來貝斯手烏佛·威塞爾和鼓手馬帝亞斯·布克哈特支援錄音，唱片製作人為皮特·錫爾克。1990年2月21日，透過噪音唱片發行第一張錄音室專輯《迎向未來》，登上瑞士百強專輯榜第29名、德國官方排行榜第31名、瑞典熱門音樂榜第45名。他們的音樂聽起來和當時的萬聖節很接近。處女作獲得樂迷和音樂評論家的好評，因此兩人決定正式招募吉他手德克·施雷特（在《迎向未來》中彈過兩首貝斯）和鼓手烏利·庫什為正式成員，貝斯手烏佛·威塞爾也願意留下，這是樂團的第一代陣容。1990年6月，透過RCA唱片發行第一張迷你專輯《天堂可待》。1991年2月，樂團開始為新作品排練，然後到丹麥錄音，唱片製作人為湯米·紐頓。同年9月21日，透過噪音唱片發行第二張錄音室專輯《不再嘆息》，與前作的風格有明顯差異，其部分歌詞變得較黑暗，靈感來自當時發生的波斯灣戰爭，隨後樂團進行了為期五十天的全球巡迴演唱會。
在1992年初的日本巡演之後，陣容發生改變，貝斯手烏佛·威塞爾和鼓手烏利·庫什因與樂團意見不合而離開。隨後分別由傑·魯巴和湯瑪斯·納克取代，這兩人都是在當地組團的樂手。樂團也開始成立自己的錄音室，所以他們的新專輯工作直到1993年才正式展開。同年9月28日，透過噪音唱片發行第三張錄音室專輯《瘋狂與天才》，它的旋律風格明快流暢，更接近《迎向未來》，它登上德國官方排行榜第93名。專輯發行後，樂團與魔域大怒神、赫利孔、概念樂團攜手舉行旋律金屬反擊巡迴演唱會。之後四個樂團也將這次演唱會實況聯名發行為影音合輯《重金屬的力量》。

### 成名（1995 - 2006年）

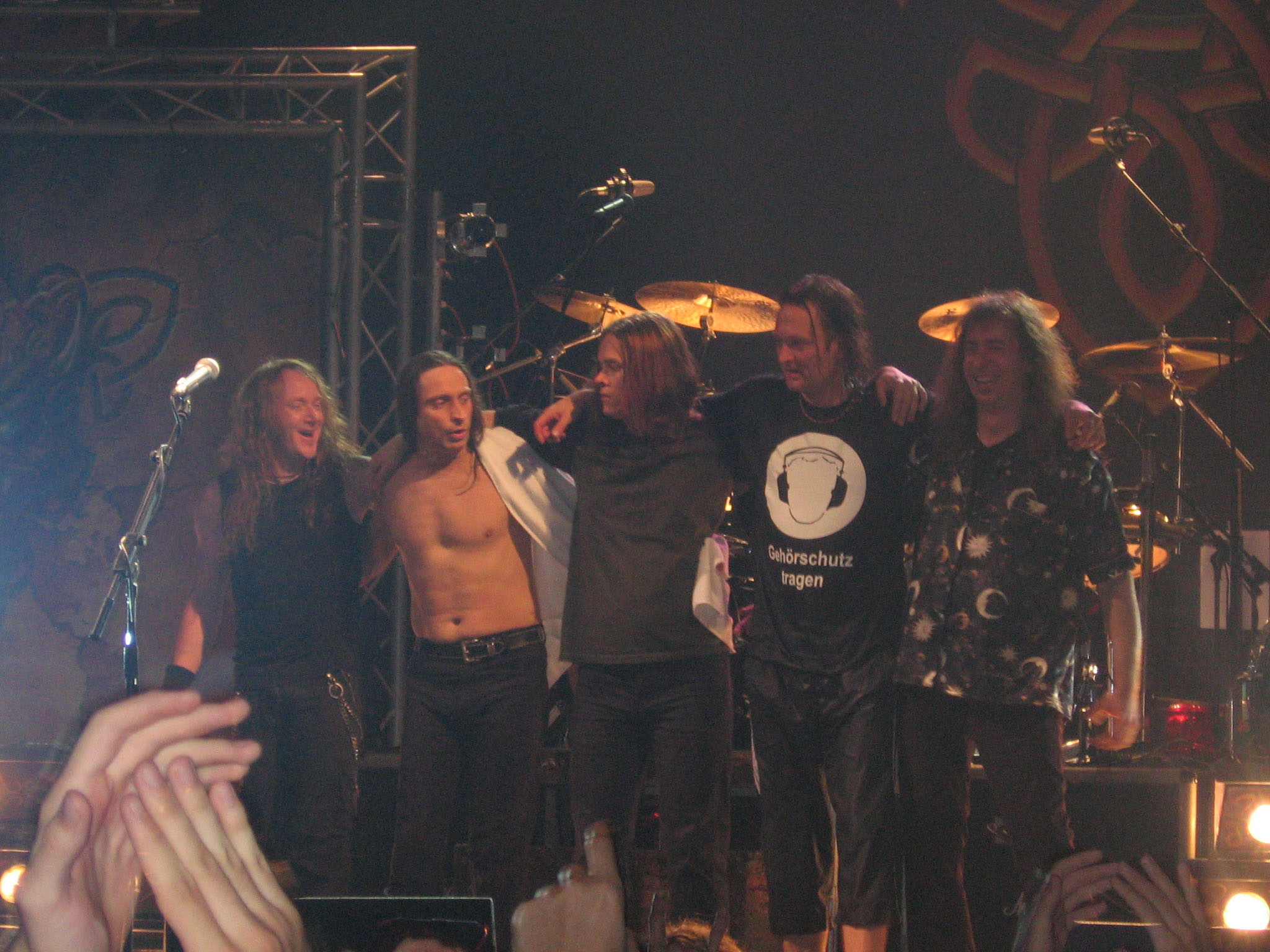
2005年的伽瑪射線。

第三張專輯發行後，樂團陣容再度改變，因為當時猶大祭司主唱羅柏·哈爾福德退出、陷入沉寂狀態，伽瑪射線主唱朗夫·席柏斯便希望能前去應徵，加入猶大祭司。並且和其他成員不同的是，他的家鄉不是漢堡，因此他也覺得由於和其他成員之間的距離越來越深，他在樂團中的人際關係已經不佳，於是凱伊·漢森同意讓好友離去。他離開伽瑪射線後，也沒有被猶大祭司選為新主唱，因此自己成立了原始恐懼，凱伊·漢森也前去客串他們首張專輯中的吉他彈奏。伽瑪射線曾試圖尋找新的主唱人選，不過由於朋友的建議和樂迷請求，凱伊·漢森重拾麥克風，擔任起樂團的主唱兼吉他手（他曾在萬聖節的《萬聖節》、《傾頹之牆》、《猶大》等三張作品中擔任主唱兼吉他手）。
1995年5月29日，透過噪音唱片發行第四張錄音室專輯《自由大地》，唱片製作人是查理·鮑爾芬德、凱伊·漢森和德克·施雷特，萬聖節前主唱麥可·坎斯卡也友情客串了人聲錄音（原本樂迷很期待麥可·坎斯卡能加入伽瑪射線當主唱，不過他似乎沒有這意願，後來宣布不再唱速度金屬歌曲）。該專輯登上德國官方排行榜第70名，受到樂迷和音樂評論家們廣泛的正面評價，而專輯中的〈後會有期〉和〈來世〉是悼念自殺身亡的萬聖節前鼓手英戈·史維坦柏格。在2008年的採訪中，凱伊·漢森提到《自由大地》的重要意義和其所代表的內容：「在這個重金屬音樂被宣佈已死的時刻，我們正好推出了這張專輯。當時的音樂界幾乎是科特·柯本（超脫樂團主唱）和另類搖滾統治的。所以在這個時間點上，我們製作了一張這樣的專輯，它的反應非常成功。那很酷，那是有某種特別意義的。我認為這是伽瑪射線的專輯，不僅僅是凱伊·漢森的個人項目」。
這張專輯的宣傳巡演中途，樂團陣容又面臨改變，貝斯手傑·魯巴與吉他手德克·施雷特原本協調要交換演奏位置，但是傑·魯巴後來又改變主意，並說服鼓手湯瑪斯·納克一起離開樂團。隨後德克·施雷特如願接手了貝斯（他最早是貝斯手，並且熱愛這個樂器，可以在《迎向東方》的影片中看到他彈貝斯的畫面），樂團找來亨里·里希特擔任第二吉他手。鼓手湯瑪斯·納克則在巡演結束後才離開，伽瑪射線隨後找來達恩·齊默爾曼入替。這趟巡演的米蘭站、巴黎站、馬德里站、潘普洛納站和愛爾朗根站的演唱會實況，於1996年5月透過聖殿唱片發行為第一張現場專輯《1995年生命力現場》。
1997年8月25日，透過噪音唱片發行第五張錄音室專輯《星際旅行》，伽瑪射線從這張作品開始創作主題式的專輯，這是向1968年美國科幻電影《2001太空漫遊》致敬的概念專輯。它登上德國官方排行榜第39名、瑞典熱門音樂榜第59名、芬蘭官方排行榜第17名。經過兩年的巡迴演出，1999年3月29日透過聖殿唱片發行第六張錄音室專輯《金字塔發電廠》，延續上張專輯的主題手法，但音樂性有些許不同。該專輯在世界各地受到正面評價，並登上德國官方排行榜第25名、奧地利專輯排行榜第45名、瑞典熱門音樂榜第51名、芬蘭官方排行榜第32名。
之後，凱伊·漢森決定做一張不同的作品，他讓樂迷們在樂團官方網站上票選每張專輯三首最喜愛的歌曲。然後樂團進錄音室，根據票選結果重新錄製了前三張專輯中的舊曲，並重新混音其他較新的歌曲。2000年6月26日，透過聖殿唱片發行為第一張雙光碟精選輯《過眼雲煙》。樂團在休息了一年後，凱伊·漢森也離開他的次要項目鋼鐵救世主，展開新專輯的錄製工作。2001年9月10日，透過聖殿唱片發行第七張錄音室專輯《向新世界秩序說不》，受到樂迷和音樂評論家的高度評價，它登上德國官方排行榜第23名、法國暢銷專輯榜第70名、義大利專輯排行榜第44名、瑞典熱門音樂榜第27名、芬蘭官方排行榜第19名。它的音樂風格類似猶大祭司、鐵娘子和英國重金屬新浪潮時代的特徵，具有音色較重的即興重覆段，專輯概念是反對新世界秩序，歌詞主題包括全球化的問題、瘋狂、個人信仰、宗教、希望、基因工程、群眾催眠、洗腦、削減人口，以及最重要的 — 自由。
2003年7月22日，在大規模的世界巡迴演唱會之後，透過聖殿唱片發行第二張現場專輯《難言之隱》，內容是2002年底在巴塞隆納和史特拉斯堡的現場實況。隨後，凱伊·漢森和亨里·里希特受邀參加超級樂團阿瓦隆幻想曲，錄製了《金屬歌劇》和《金屬歌劇二部曲》兩張專輯，其他參與的音樂人還有凱伊·漢森在萬聖節時的前成員馬可斯·古斯可夫和麥可·坎斯卡。2005年9月23日，透過聖殿唱片發行第八張錄音室專輯《君臨天下》，登上德國官方排行榜第39名、法國暢銷專輯榜第169名、義大利專輯排行榜第66名、西班牙專輯排行榜第78名、瑞典熱門音樂榜第20名、芬蘭官方排行榜第28名。

### 近期（2007年 - 至今）

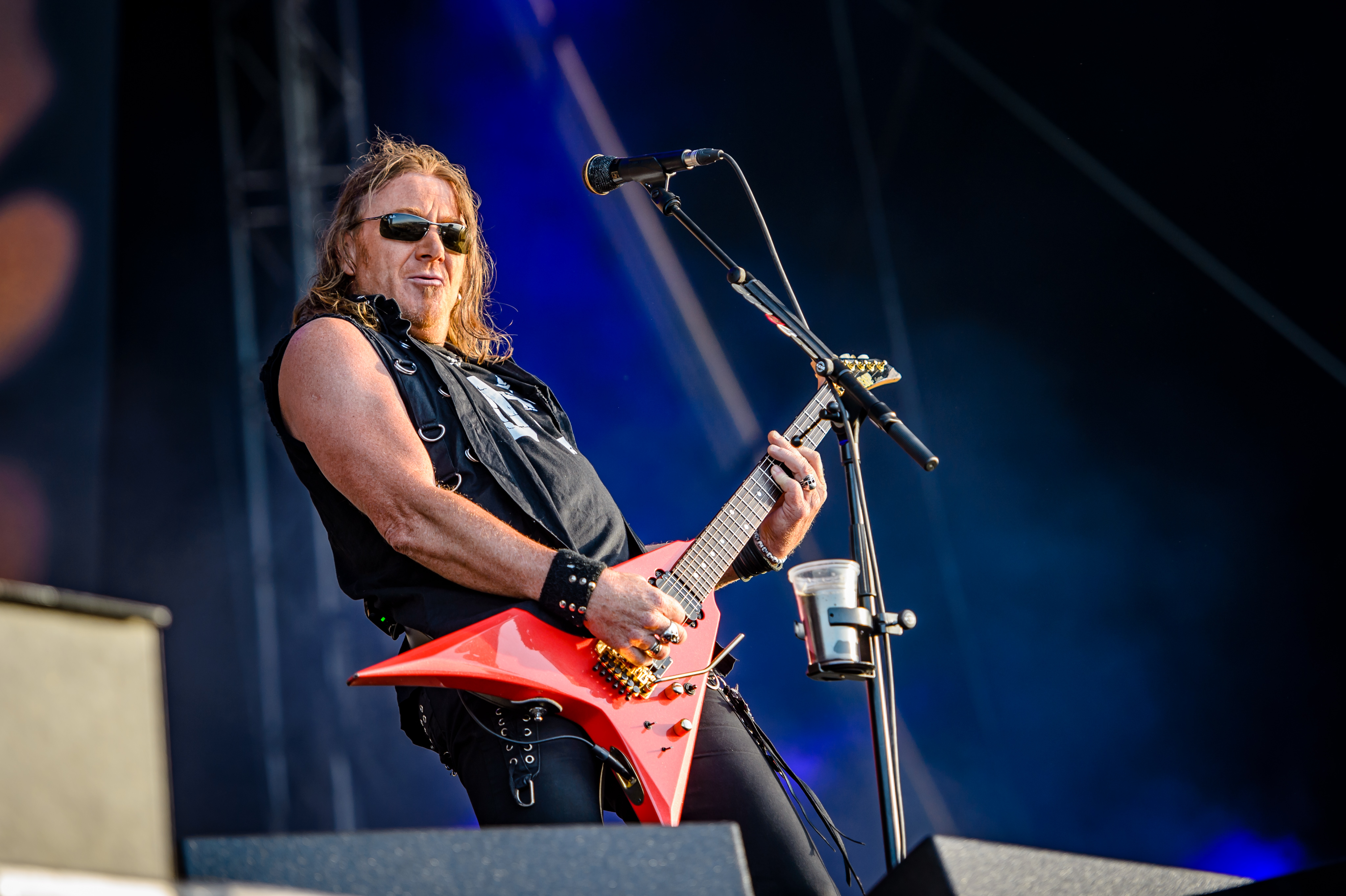
伽瑪射線的創始者及核心人物凱伊·漢森。

多年來，伽瑪射線都會聘請鍵盤手支援，以充分發揮樂團的音樂，包括米夏·格拉赫、喬納·俄布瑞克、薩沙·帕斯、丹恩·歐寧、亞瑟·馬肯努、艾羅·卡寇米斯等。其中亞瑟·馬肯努和艾羅·卡寇米斯還另外成立了一支向伽瑪射線翻唱致敬的樂團人類守護者。2006年，他們的隊友卡斯比·海寇南也曾在亨里·里希特摔傷時支援過伽瑪射線的巡迴演唱會。2010年3月時，卡斯比·海寇南二度支援了伽瑪射線在德國和捷克的巡迴演唱會，當時亨里·里希特因為視網膜脫落住院治療。凱伊·漢森、亨里·里希特也曾和卡斯比·海寇南在芬蘭赫爾辛基一同舉行過吉他演奏會。
2007年11月16日，透過SPV公司發行第九張錄音室專輯《自由大地二部曲》，登上德國官方排行榜第54名、法國暢銷專輯榜第194名、瑞典熱門音樂榜第57名。為了宣傳這張專輯，伽瑪射線與凱伊·漢森的前樂團萬聖節合作，舉行地獄搖滾世界巡迴演唱會，以萬聖節為主要表演節目，伽瑪射線則是「超級特別嘉賓」，另外也包括軸心樂團的表演。這次巡演遊歷了歐洲、亞洲、南美洲，以及一些美國城市。凱伊·漢森也在安可部份時和萬聖節同台共演〈我要遠走高飛〉和〈未來世界〉，讓兩支樂團的資深樂迷們非常高興。
2008年11月4日，透過SPV公司發行現場專輯和影像作品《地獄四奇俠》。2010年1月29日，透過艾德爾音樂公司發行第十張錄音室專輯《重金屬萬歲！》，登上瑞士百強專輯榜第55名、德國官方排行榜第24名、法國暢銷專輯榜第96名、比利時專輯排行榜第94名、義大利專輯排行榜第59名、希臘專輯排行榜第2名、瑞典熱門音樂榜第25名、芬蘭官方排行榜第31名。該專輯獲得普遍好評，特別是鼓的部分。2011年4月8日，發行第八張迷你專輯《骷髏陛下》，包含新錄製、很少在現場演奏的歌曲，以及幾首舊作品的原音樂版本。
凱伊·漢森在2012年2月的採訪中表示，他預計下一張伽瑪射線專輯將於2013年1月發行。2012年9月1日，樂團宣布待了十五年的鼓手達恩·齊默爾曼離開，由麥克·埃爾取而代之。2013年4月，凱伊·漢森透露，他們的第十一張專輯將會有「更加狂妄」的音樂性，德克·施雷特也宣布樂團將在新專輯發行後舉行世界巡迴演唱會。雖然後來樂團的錄音室因發生火災而徹底燒毀，包括許多樂器、音箱和磁帶，仍於2014年3月28日透過艾德爾音樂公司發行第十一張錄音室專輯《帝國不死傳說》，登上瑞士百強專輯榜第21名、德國官方排行榜第13名、奧地利專輯排行榜第46名、法國暢銷專輯榜第89名、比利時專輯排行榜第71名、瑞典熱門音樂榜第26名、芬蘭官方排行榜第12名。2015年10月，樂團宣布主唱除了凱伊·漢森之外，還增加法蘭克·貝克為伽瑪射線的第二位主唱。這是因為凱伊·漢森在經過多年來漫長的巡迴演唱後嗓子不勘負荷、歌聲表現變差，需要一位主唱來分擔表演，而且他也希望在舞台上有更多的自由。

## 成員列表
| - 凱伊·漢森 – 吉他（1989年 - 至今），主唱（1994年 - 至今） - 法蘭克·貝克 – 主唱（2015年 - 至今） - 德克·施雷特 – 貝斯（1997年 - 至今），吉他、鍵盤、鋼琴（1990 - 1997年） - 亨里·里希特 – 吉他、鍵盤（1997年 - 至今） - 麥克·埃爾 – 鼓（2012年 - 至今） | - 馬帝亞斯·布克哈特 – 鼓（1989 - 1990年） - 皮特·錫爾克 – 主唱、鍵盤、吉他（1989年，1990年，1991年，1997年） - 湯米·紐頓 – 吉他（1989年，1990年，1991年） - 米夏·格拉赫 – 鍵盤、鋼琴（1989年） - 塔莫·馬爾默 – 鼓（1989年） - 湯米·漢森 – 鍵盤（1991年） - 薩沙·帕斯 – 鍵盤（1993年，1995年） - 麥可·坎斯卡 – 主唱（1995年，2010年） - 漢西·庫許 – 主唱（1995年） - 湯瑪斯·斯塔赫 – 鼓（1997年） - 亞瑟·馬肯努 – 鍵盤（2005年） - 喬納·俄布瑞克 – 鍵盤、鋼琴（1990年） - 麥可·特拉納 – 鼓（1998年） - 丹恩·歐寧 – 鍵盤（2001年） - 亞瑟·馬肯努 – 鍵盤（2004年） - 艾羅·卡寇米斯 – 鍵盤（2005 - 2007年） - 卡斯比·海寇南 – 吉他（2006年，2010年） - 漢寧·巴斯 – 主唱（2008年） - 麥可·坎斯卡 – 主唱（2011年） - 麥可·伊羅 – 鼓（2011年，2012年） - 朗夫·席柏斯 – 主唱（2015年） |

## 作品
更詳細的列表請參見主條目：伽瑪射線作品列表
| - 迎向未來（1990年2月21日） - 不再嘆息（1991年9月21日） - 瘋狂與天才（1993年9月28日） - 自由大地（1995年5月29日） - 星際旅行（1997年8月25日） - 金字塔發電廠（1999年3月29日） - 向新世界秩序說不（2001年9月10日） - 君臨天下（2005年9月23日） - 自由大地二部曲（2007年11月16日） - 重金屬萬歲！（2010年1月29日） - 帝國不死傳說（2014年3月28日） - 1995年生命力現場（1996年5月） - 難言之隱（2003年7月22日） - 地獄四奇俠（2008年11月4日） - 骷髏陛下現場（2012年11月30日） | - 天堂可待（1990年6月） - 你以為你是誰？（1990年10月21日） - 未來瘋人院（1993年6月30日） - 叛亂夢境（1995年5月3日） - 默然神跡（1996年11月21日） - 帝王谷（1997年5月28日） - 天堂或地獄（2001年8月1日） - 骷髏陛下（2011年4月8日） - 混亂之神（2013年3月15日） - 卡拉OK專輯（1997年9月27日） - 過眼雲煙（2000年6月26日） - 翱翔宇宙二十週年（2010年9月22日） - 不朽名曲精選（2015年1月30日） - 迎向東方（1990年12月） - 生存渴望（1993年12月） - 地獄四奇俠（2008年11月4日） - 骷髏陛下現場（2012年11月30日） |

## 外部連結
- 官方网站
- 伽瑪射線的Facebook專頁
- Gamma Ray在MusicBrainz上的頁面（英文）
- Gamma Ray的Discogs页面（英文）